# キッズステーション ドラえもん ひみつのよじげんポケット
『キッズステーション ドラえもん ひみつのよじげんポケット』は、バンダイ（現:バンダイナムコエンターテインメント）が2001年11月29日に発売したPlayStation用ソフト。

## 概要
『ドラえもん』を題材としたPlayStation用ソフト。PlayStationでは本作の前に3作品発売されているが、発売元が異なり関連性はない。対象年齢は低い。内容はミニゲーム集。メモリーカードを必要としない。本作以降、PlayStationシリーズのドラえもん作品は同社発売の「ドラえもん のび太の牧場物語」（2020年・PS4）まで19年間なかった。

## 登場人物
- ドラえもん（声 - 大山のぶ代）
- のび太（声 - 小原乃梨子）
- しずか（声 - 野村道子）
- ジャイアン（声 - たてかべ和也）
- スネ夫（声 - 肝付兼太）
- ドラミ（声 - 横沢啓子）
- セワシ（声 - 太田淑子）
- のび太のママ（声 - 千々松幸子）
- のび太のパパ（声 - 中庸介）
- 出木杉（声 - 白川澄子）
- 先生（声 - 田中亮一）